# Nicolas Brücher

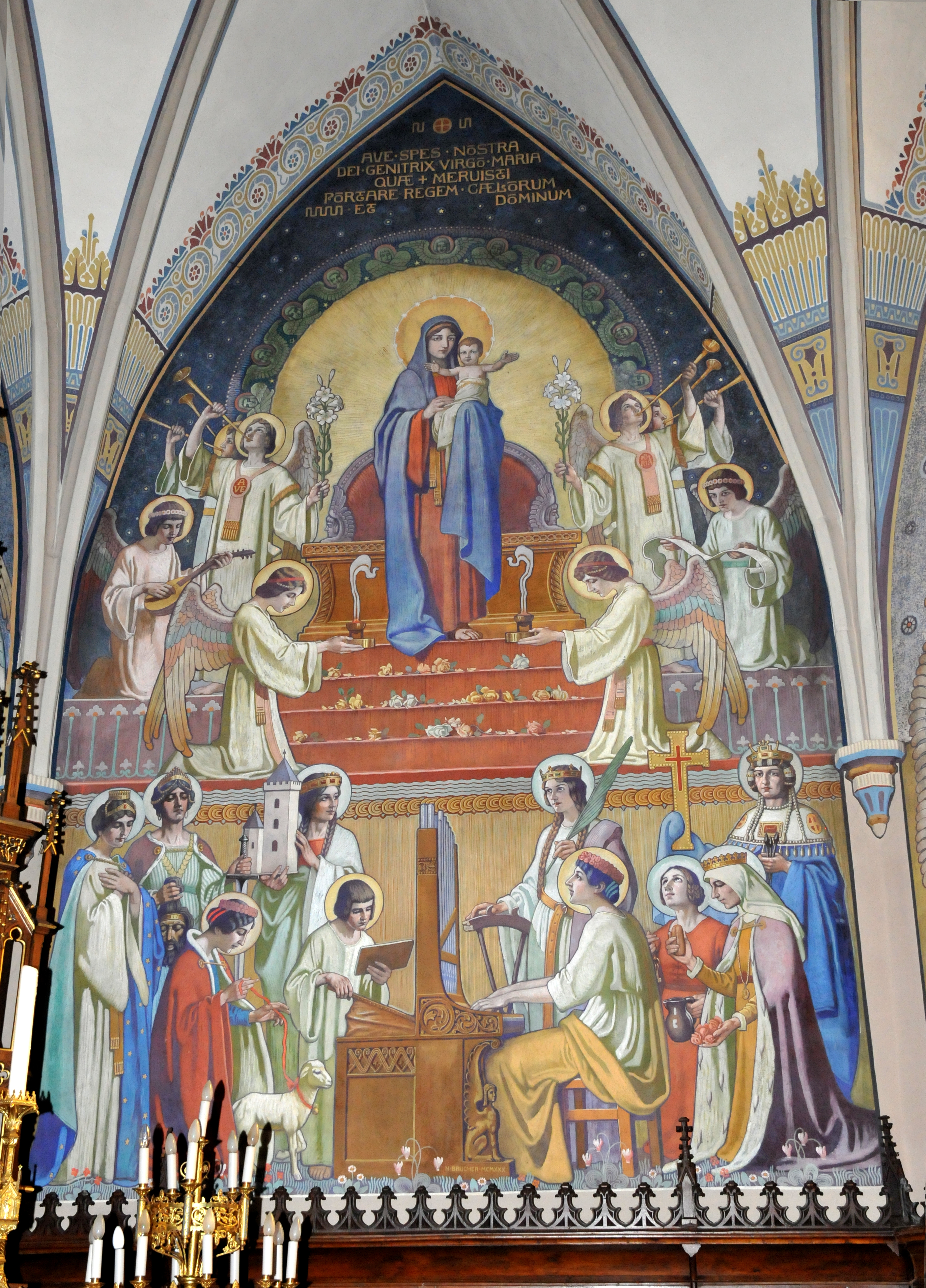
Fresco (1930) in de parochiekerk van Elvange

Nicolas Brücher (Elvange, 29 juli 1874 – aldaar, 2 juli 1957) was een Luxemburgs kunstschilder.

## Leven en werk
Nicolas Brücher was een zoon van dagloner Johann (Jean) Brücher en Maria Molling. Zijn vader zag liever dat Brücher zich aan de landbouw of veeteelt zou wijden, maar hij meldde zich aan voor een stage bij meesterschilder Staar in Mondorf. Hij kwam onder de aandacht van de Duitse kunstenaar Friedrich Stummel, die hem onder zijn hoede nam en meenam naar diens schilderschool in Kevelaer. Brücher leerde er schilderen in de stijl van de Nazareners. Hij vervolgde zijn opleiding aan het Instituut voor Schone Kunsten in Antwerpen. Ook Jean-Pierre Huberty en Frantz Seimetz studeerden in die tijd in België.
Terug in Luxemburg schilderde hij aanvankelijk vooral portretten. In 1913 schilderde hij de kloosterkapel in Mondorf, het werd de eerste van 25 kerken en kapellen die hij heeft beschilderd. Naast de fresco's ontwierp hij glas-in-loodramen, in beide verwerkte hij de beeltenis van familieleden en dorpelingen. Na de Eerste Wereldoorlog ontdekte hij de fotografie en legde zijn schilderwerk met de camera vast. Jean Neumanns was een tijdlang zijn assistent.  Na de jaren dertig liep de vraag naar het kerkelijk werk van Brücher terug. Hij bleef tot aan zijn overlijden actief als portretschilder en kopiist.
Nicolas Brücher overleed op 82-jarige leeftijd.

## Enkele werken
- 1921 ontwerp koorschilderingen van twee evangelistenfiguren voor de parochiekerk van Beaufort, uitgevoerd door Neumanns.
- 1922 fresco in de novicenkapel van de abdij van Clervaux. Het fresco werd in 1941 door de bezetters vernietigd.
- 1930 freso's in de parochiekerk van Elvange.
- ontwerp glas-in-loodramen voor de parochiekerk in Elvange.

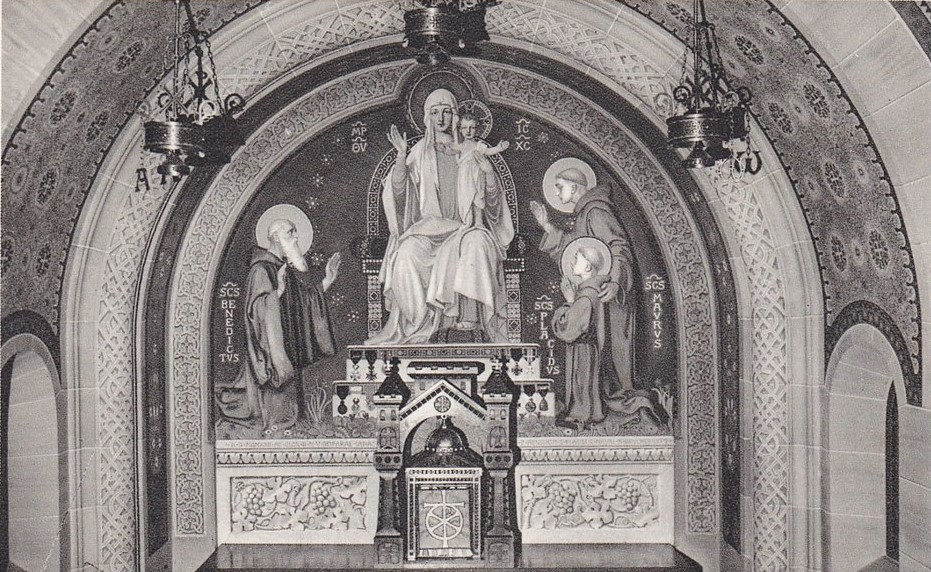
Fresco (1922), Clervaux
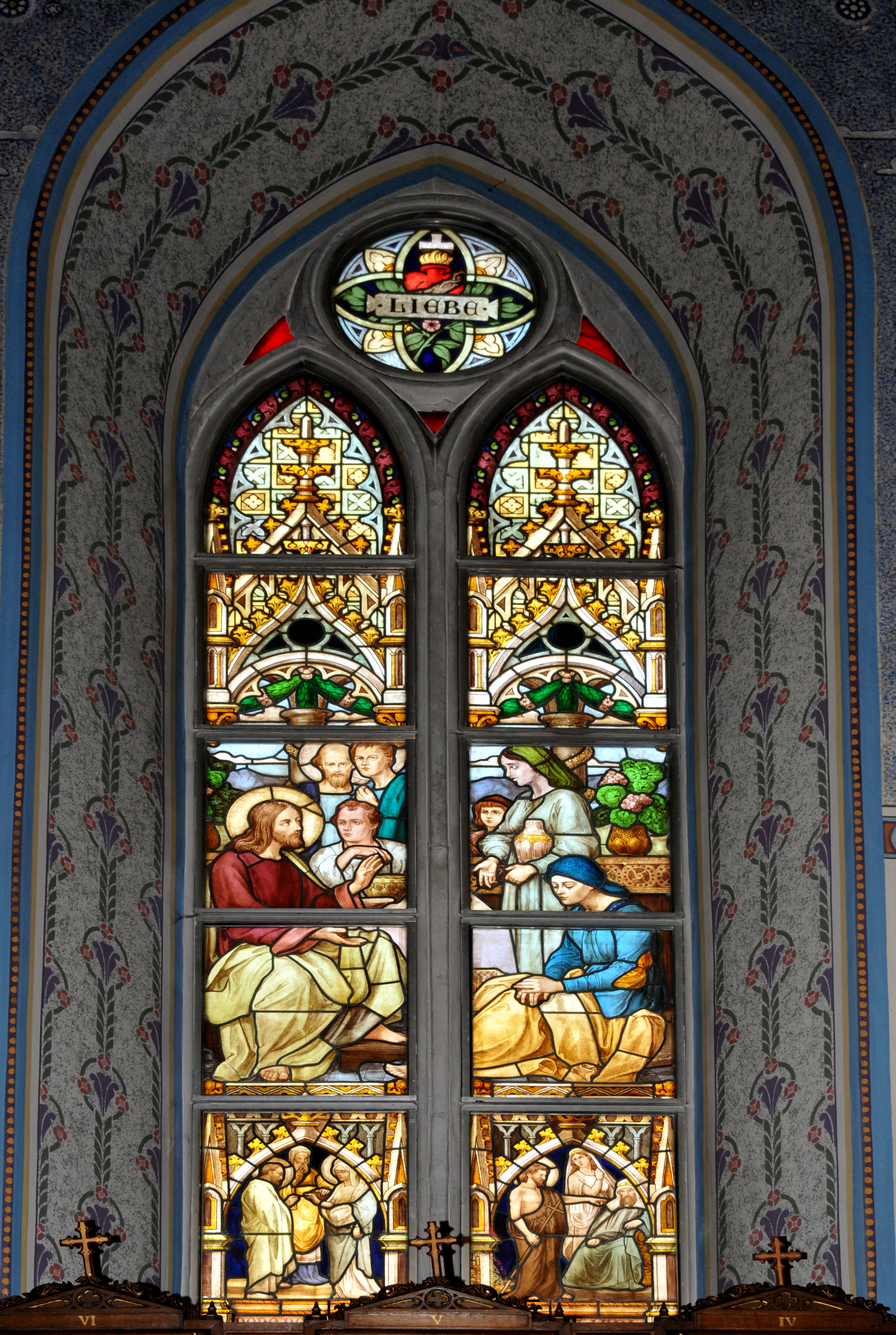
Glas-in-loodraam in Elvange

- Gemeinsame Normdatei: 18953561X
- International Standard Name Identifier: 0000 0004 4409 6921
- Library of Congress Control Number: n2002161784
- Musée national d'archéologie, d'histoire et d'art: lkl001447
- Virtual International Authority File: 23968867
- WorldCat: E39PBJc7QHJf7fYbfyd6RM6R8C